# Gmina Borzęcin
Die Gmina Borzęcin ist eine Landgemeinde im Powiat Brzeski der Woiwodschaft Kleinpolen in Polen. Ihr Sitz ist das gleichnamige Dorf mit etwa 3900 Einwohnern.

## Gliederung
Zur Landgemeinde (gmina wiejska) Borzęcin gehören folgende sieben Dörfer mit einem Schulzenamt:
Bielcza
Borzęcin Górny
Borzęcin Dolny
Jagniówka
Łęki
Przyborów
Waryś